# 西鐵福間站
33°45′59.2″N 130°28′33.2″E / 33.766444°N 130.475889°E

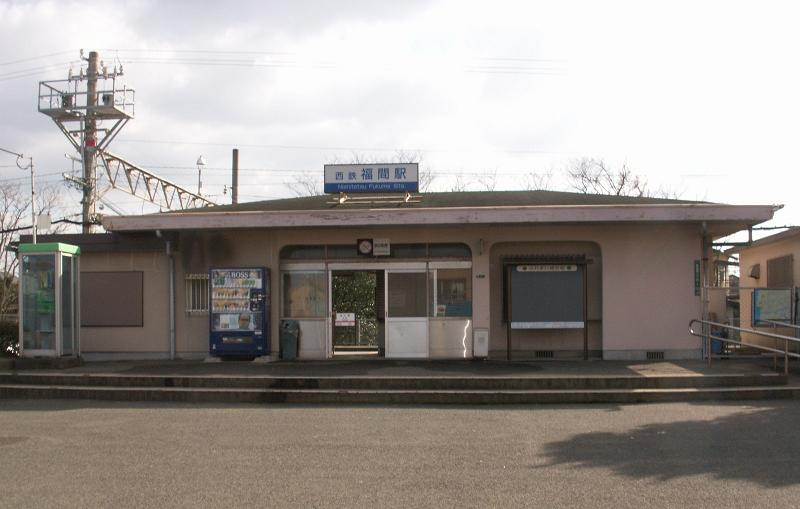
西鐵福間站 (2007年1月)

西鐵福間站  是曾經存在於日本福岡縣福津市西福間、屬於西日本鐵道宮地岳線的廢站。1925年7月1日啟用，至2007年4月1日廢止。